# Starostowie generalni żmudzcy
Starostowie generalni Księstwa Żmudzkiego Wielkiego Księstwa Litewskiego i Rzeczypospolitej.
- Rumbold Wolimuntowicz Kieżgajło 1409-1411[1]
- Michał Wolimuntowicz Kieżgajło 1412–1432
- Jerzy Golimin Nadobicz 1432–1434
- Michał Kontowt 1435–1440
- Michał Wolimuntowicz Kieżgajło 1440–1441
- Piotr Gedygołd 1441-1443
- Michał Kontowt 1441–1442
- Michał Wolimuntowicz Kieżgajło 1444–1451
- Jan Kieżgajło 1451–1485
- Stanisław Janowicz Kieżgajło 1486–1526
- Stanisław Mikołajewicz Kieżgajło 1527–1532
- Piotr Stanisławowicz Kiszka 1532–1534
- Jan Radziwiłł 1535–1542
- Maciej Wojciechowicz Kłoczko 1542–1543
- Jerzy Marcinowicz Billewicz 1543–1544
- Stanisław Mikołajewicz Kieżgajło 1544–1545[2]
- Hieronim Chodkiewicz 1545–1561
- 1561–1563 vacat
- Jan Hieronimowicz Chodkiewicz 1563–1579
- Jan Kiszka 1579–1589
- Jerzy Juriewicz  Chodkiewicz 1590–1595
- Stanisław Radziwiłł 1595–1599
- Jan Karol Chodkiewicz 1599–1616
- 1616–1619 vacat
- Hieronim Wołłowicz 1619–1636
- 1636–1643 vacat
- Jan Alfons Lacki 1643–1646
- Janusz Radziwiłł 1646–1653
- Jerzy Karol Hlebowicz 1653–1668
- Aleksander Hilary Połubiński 1668–1669
- Wiktoryn Konstanty Mleczko 1670–1678
- 1679–1681 vacat
- Kazimierz Jan Sapieha 1681–1682
- 1682–1684 vacat
- Piotr Michał Pac 1684–1696
- 1696–1698 vacat
- Grzegorz Antoni Ogiński 1698–1709
- Kazimierz Jan Zaranek Horbowski 1710–1729
- 1729–1742 vacat
- Józef Benedykt Tyszkiewicz 1742–1754
- 1754–1765 vacat
- Jan Mikołaj Chodkiewicz 1765–1781
- 1781–1783 vacat
- Antoni Onufry Giełgud 1783–1795